# Етничка енклава
Етничка енклава је концентрација особа исте етничке или расне припадности који живе у једној области. У многим енклавама су контакти са широм заједницом сведени на минимум. Становници енклава покушавају на тај начин да сачувају сопствене вредносне оријентације и да поново успоставе породичне симболе, институције и традиције.